# Asiana Airlines
A Asiana Airlines é a segunda maior companhia aérea da Coreia do Sul. Membro da Star Alliance desde 2003, ingressando na mesma data de seu aniversário de 15 anos de operações. Ganhadora de vários prêmios internacionais de satisfação do passageiros, a companhia é conhecida como uma das mais seguras do mundo, tendo como uma de suas missões o "Compromisso com a Segurança". Para isto, a Asiana mantém uma das frotas mais modernas do mundo, e a única companhia aérea até hoje a ganhar o certificado ISO 9002 em manutenção. 
A Asiana serve hoje em dia, a 18 cidades dentro da Coreia do Sul operando 18 rotas, e  27 países, servindo 95 cidades com mais de 100 rotas operadas, se consolidando como a melhor e maior conexão entre a China continental e o resto do mundo. Liga também a Coreia com as principais cidades japonesas.

## Novidades

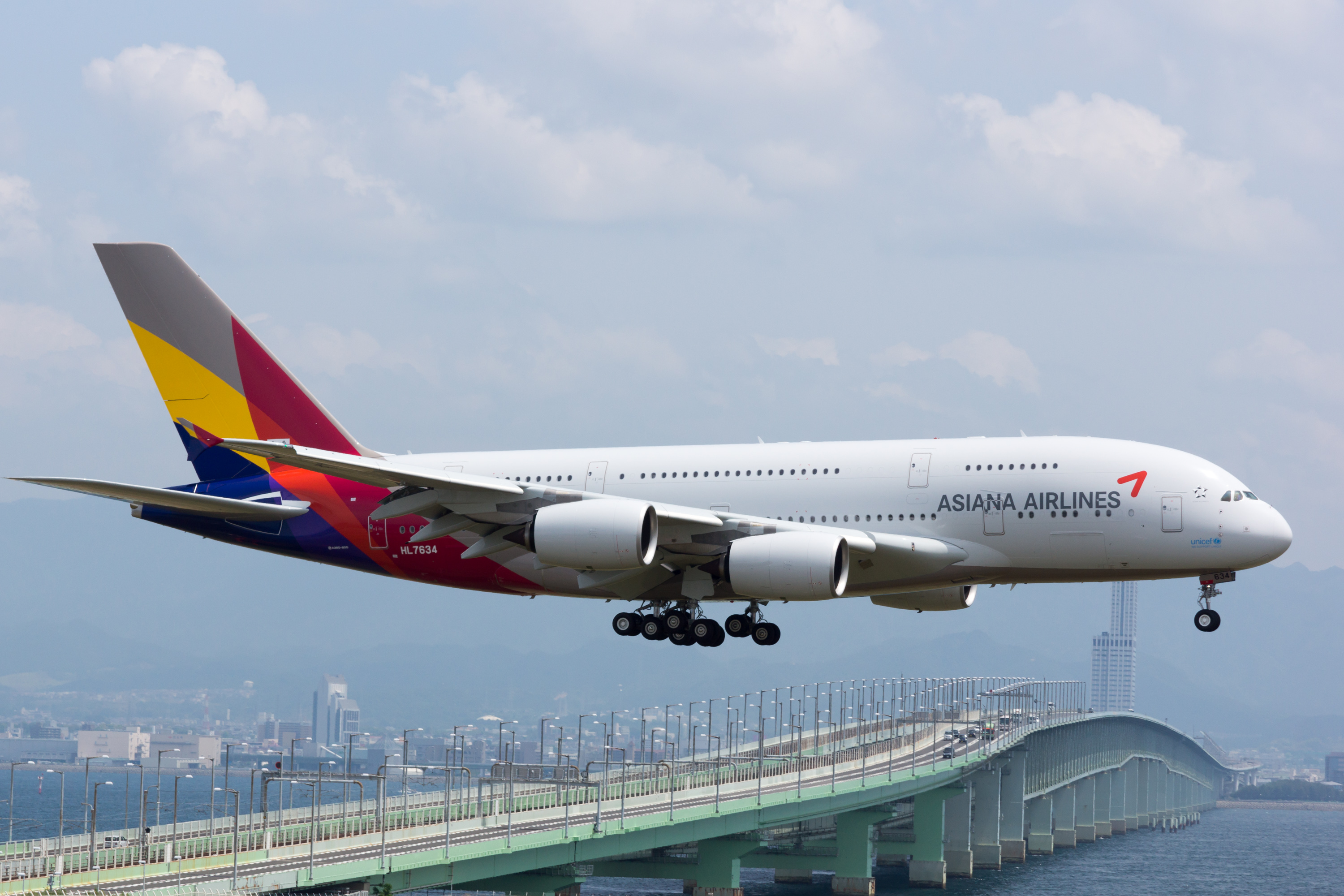
Airbus A380 da companhia.

Recentemente a Asiana teve sua logomarca modificada para um simples "V" invertido, da cor vermelha, no sentindo longitudinal, dando a ideia de simplicidade, segurança, clareza da companhia mesclados com a ideia de voar.A Asiana é a segunda maior companhia aérea da Coreia do Sul.
Em 2013 a Asiana solicitou junto a ANAC um pedido de voo para o Brasil, ainda sem data marcada e o destino no Brasil ainda não definido.
Acidentes:
Em 6 de julho de 2013, em torno de 11:28 PDT, o voo 214, operado por um Boeing 777-200ER (HL7742), oriundo do Aeroporto Internacional de Incheon, em Seul com destino a San Francisco, caiu na ou perto da pista de decolagem 28L no Aeroporto Internacional de San Francisco. [38] A emissora KNTV, afiliada da NBC local, relatou que houve pelo menos duas mortes. No momento do acidente, havia 291 passageiros mais 16 tripulantes a bordo. 141 Sul-Coreanos,2 americanos e 63 chineses a bordo. No presente momento tem sido relatado que houve 103 feridos (de acordo com o Corpo de Bombeiros da cidade de San Fransisco ). Como relatado por testemunhas a bordo, a aeronave pode ter atingido o quebra-mar, no final da pista. De acordo com outra testemunha, houve uma bola de fogo no trem de pouso após a aterrissagem. Depois que os passageiros evacuaram a aeronave, um incêndio consumiu uma seção cabine da popa do convés de voo ate a extremidade posterior da raiz da asa.

## Frota Aérea

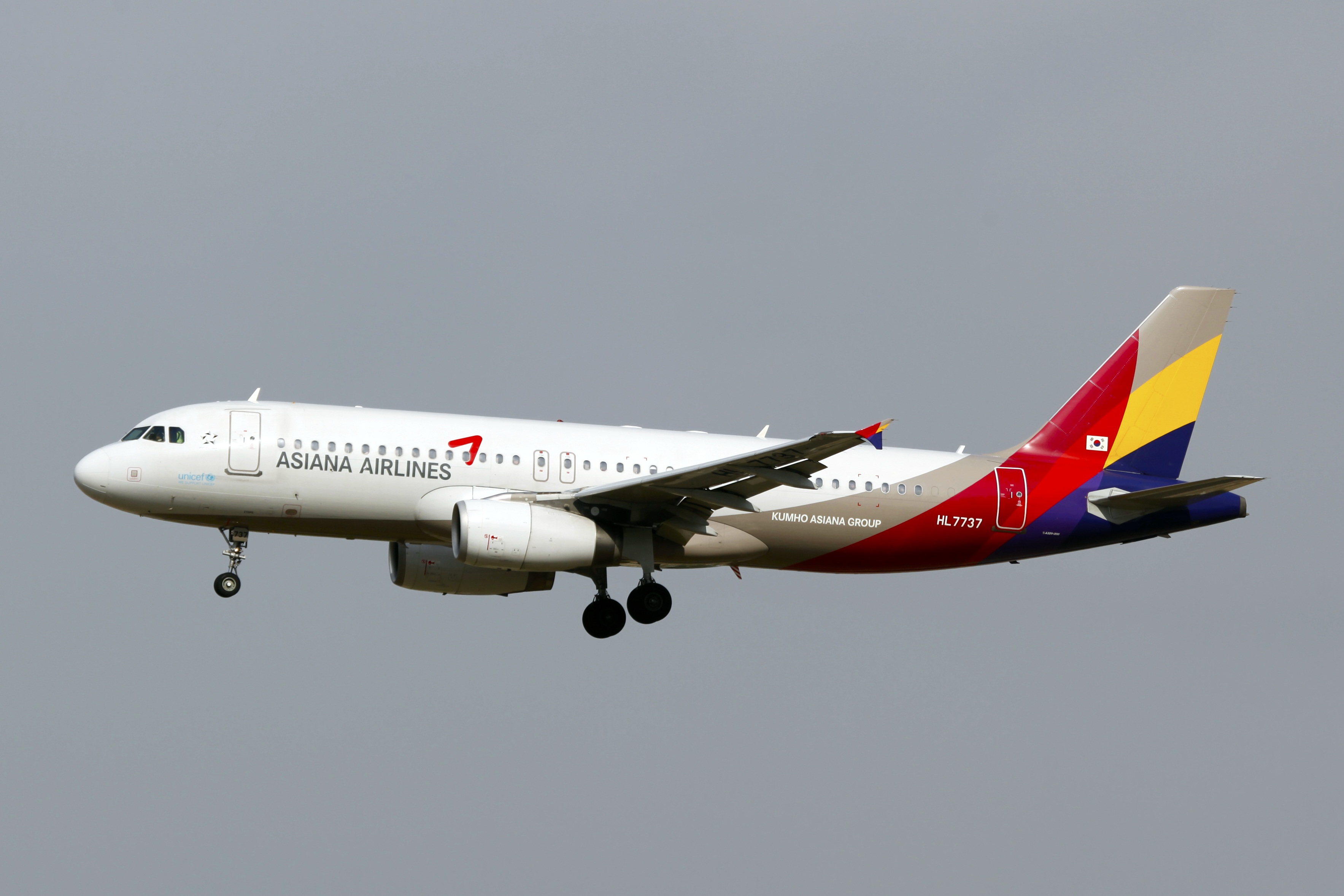
Airbus A320 da Asiana Airlines.

Em Janeiro de 2024:
- 1 Airbus A320-200
- 13 Airbus A321-200
- 9 Airbus A321Neo
- 15 Airbus A330-300
- 15 Airbus A350-900
- 6 Airbus A380
- 12 Boieng 747-400
- 3 Boieng 767-300
- 9 Boieng 777-200

Total:83 Aeronaves